# The Alcalde's Conspiracy
The Alcalde's Conspiracy è un cortometraggio muto del 1912 diretto da George Melford. Prodotto dalla Kalem Company e interpretato da Carlyle Blackwell e Alice Joyce, il film uscì nelle sale il 17 febbraio 1912.

## Trama
Basilio fa il falegname e vive felicemente fidanzato con la bella Melitta. Un giorno, alla sua bottega, si fermano l'alcalde e sua sorella per bere un bicchiere d'acqua. L'alcalde è attirato da Melitta, ma questa non ha occhi che per il suo promesso. Così il molesto corteggiatore deve ricorrere a un trucco per farla venire a palazzo: le fa sapere che sua sorella è ammalata e che ha bisogno di lei. Melitta, a palazzo, scopre di essere stata raggirata e, offesa, rifiuta le avances del governatore. Questi, per vendicarsi, cerca allora di coinvolgere Basilio in una cospirazione di ribelli. Ma le sue manovre sono scoperte e l'uomo è costretto a ritirarsi, chiedendo scusa ai due fidanzati.

## Produzione
Prodotto dalla Kalem Company, il film fu girato a Glendale, in California.

## Distribuzione
Il film - un cortometraggio di una bobina - uscì nelle sale il 17 febbraio 1912 distribuito dalla General Film Company.